# Carl August Schröder (Politiker, 1855)

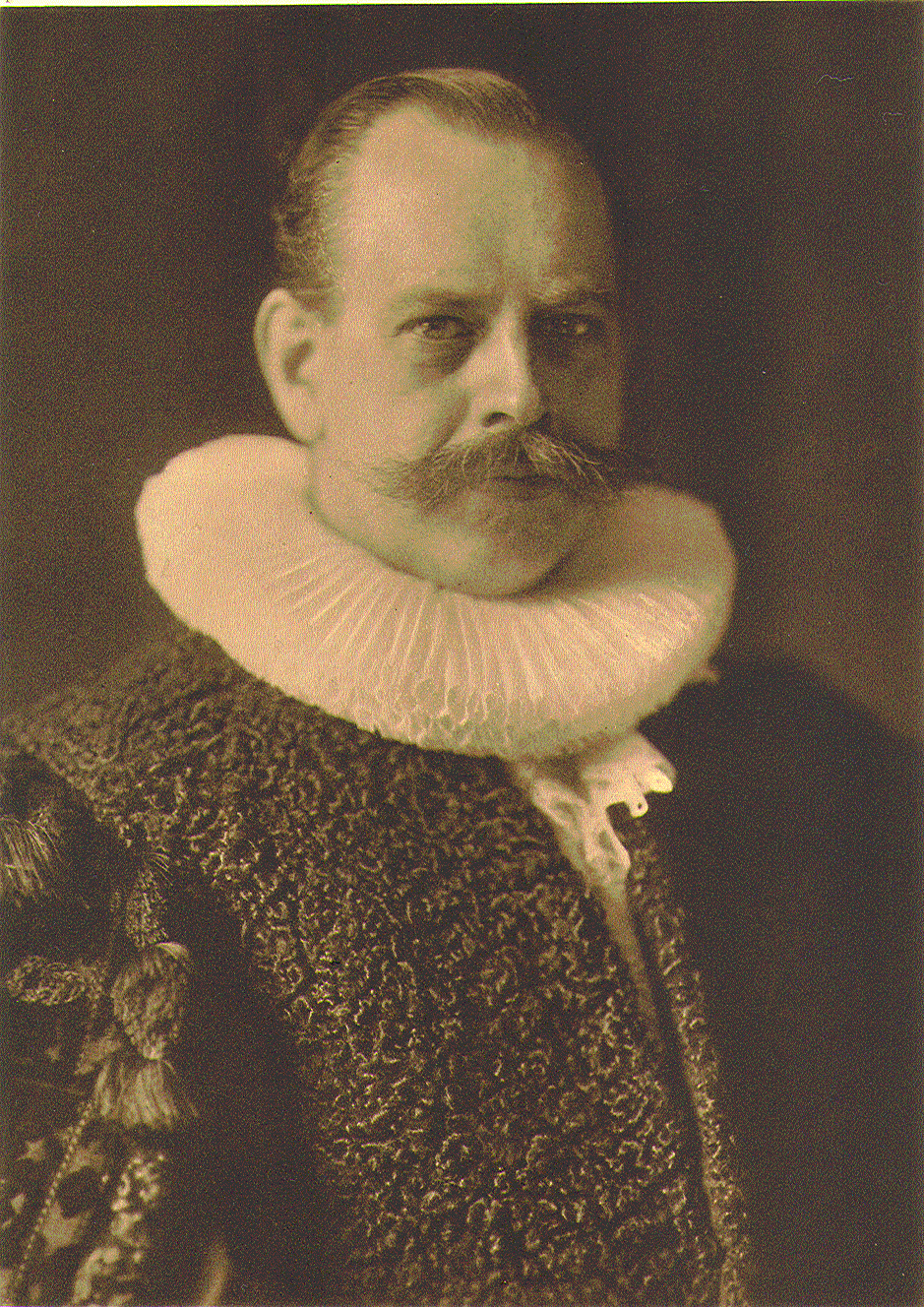
Carl August Schröder, 1905

Carl August Schröder (* 21. November 1855 in Hamburg; † 3. November 1945 ebenda) war ein deutscher Rechtsanwalt und Erster Bürgermeister in Hamburg.

## Leben
Carl August Schröder verbrachte seine Jugend in Hamburg und besuchte die Gelehrtenschule des Johanneums. Seinem Vater Carl August Schröder folgend, der Anwalt und Landrichter war, begann Schröder zum Wintersemester 1874 an der Ruprecht-Karls-Universität in Heidelberg Rechtswissenschaften zu studieren. Ab Sommer 1875 leistete er seinen Militärdienst als Einjährig-Freiwilliger in Düsseldorf beim 2. Westfälischen Husaren-Regiment Nr. 11 ab. Darauf setzte er seine Studien erfolgreich in Leipzig fort. Am 19. Mai 1879 wurde Schröder in Hamburg als Anwalt zugelassen und trat am 1. Oktober 1879 in die Sozietät von Gerhard Hachmann und George Heinrich Embden ein. Hachmann war später auch ein Senatskollege.
Schröder praktizierte erfolgreich als Anwalt und war auch in einigen Ehrenämtern tätig, so gelang es ihm, 1886 in die Hamburger Bürgerschaft gewählt zu werden. 
Nach dem Tod von Johannes Versmann 1899 wurde Schröder am 9. August zu dessen Nachfolger in den Hamburger Senat gewählt. Schröder wurde 1910 zum ersten Mal Stellvertretender Bürgermeister, 1912, als Johann Heinrich Burchard starb, dessen Nachfolger als Erster Bürgermeister; er amtierte bis Ende 1913. 1915 wurde er wieder zweiter Bürgermeister und im folgenden Jahr Erster Bürgermeister. 1918 wurde Schröder nochmals zum Zweiten Bürgermeister gewählt.

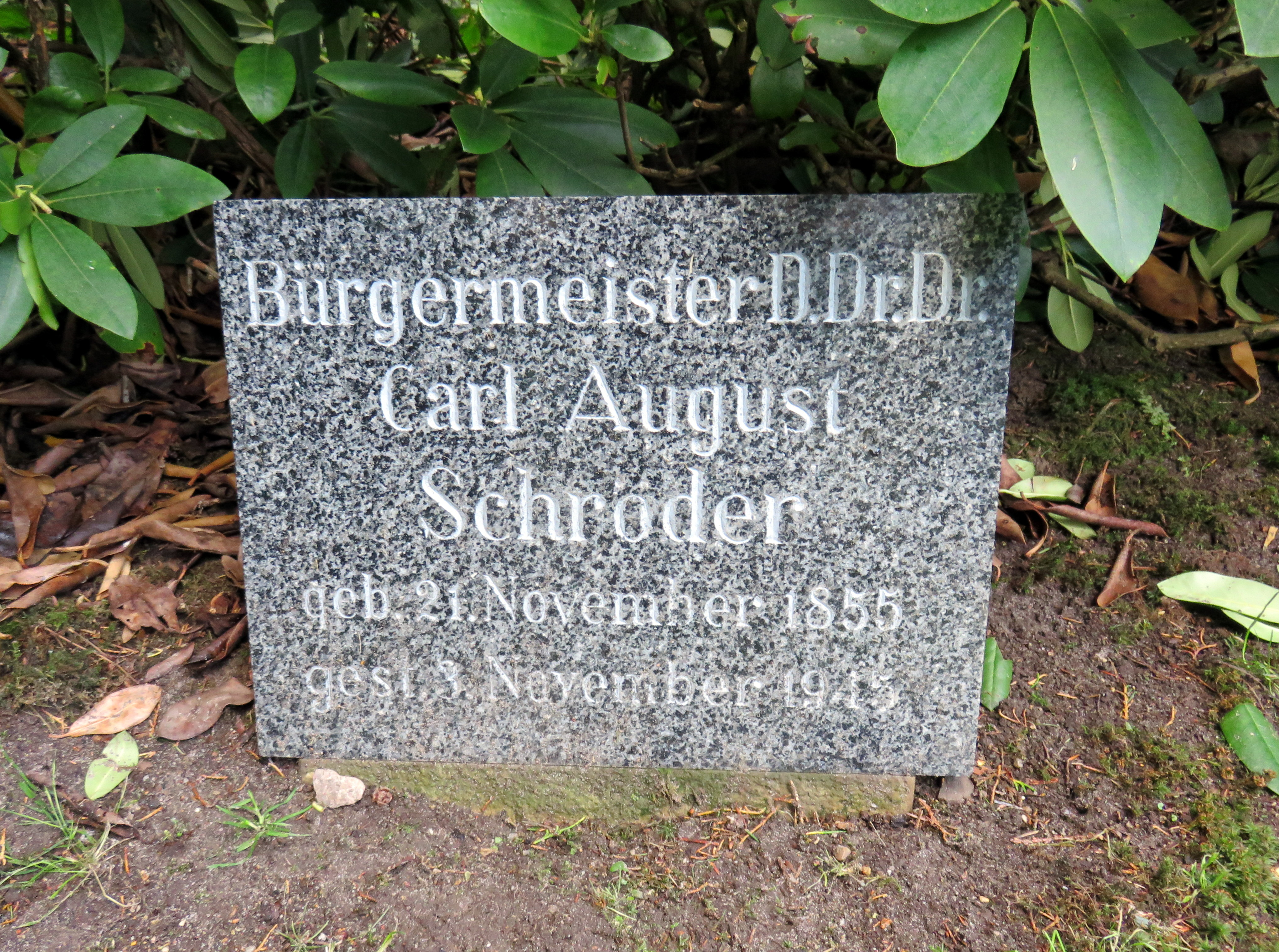
Kissenstein für Bürgermeister Christian Matthias Schröder in der Familiengrabstätte auf dem Friedhof Ohlsdorf

Im Rahmen der Novemberrevolution übernahm am 6. November 1918 der Arbeiter- und Soldatenrat für Groß-Hamburg nach kurzen Kämpfen mit zehn Toten die Macht in Hamburg. An der Spitze dieses Rates standen seit dem 12. November 1918 Heinrich Laufenberg und Wilhelm Heise. Diese setzten den alten Senat am selben Tag ab. Sie setzten ihn aber am 18. November 1918 als rein administrative Körperschaft wieder ein. So blieb Schröder bis zu den Neuwahlen im März 1919 im Amt. Die Bürgerschaft wurde neu gewählt, und diese wählte erstmals einen neuen Senat, dem Schröder nicht mehr angehörte.
Schröder schloss sich 1919 der Deutschen Volkspartei an und war für diese in den Jahren 1921 bis 1932 Mitglied der Hamburger Bürgerschaft. Von der Bürgerschaft wurde er in die Finanzdeputation gewählt. 1933 schloss er sich der Kampffront Schwarz-Weiß-Rot an und wurde für diese abermals Mitglied der Bürgerschaft.
Schröder war Ehrenvorsitzender der Hamburger Turnerschaft von 1816.
Auf dem Hamburger Friedhof Ohlsdorf befindet sich bei Planquadrat U 21 südlich der Nebenallee und östlich von Kapelle 2 für Bürgermeister Carl August Schröder ein Kissenstein.

## Familie
Schröders Großvater mütterlicherseits war Bürgermeister Heinrich Kellinghusen, und die Schwester seiner Mutter hatte Johannes Christian Eugen Lehmann geheiratet, der 1879 schon Hamburger Senator war und später Bürgermeister wurde. Schröders Großvater väterlicherseits war der Senator Christian Matthias Schröder, sein Urgroßvater war der Hamburger Bürgermeister Christian Matthias Schröder.
Schröder war verheiratet mit Magdalena Siemssen (1860–1920). Sie hatten sechs gemeinsame Kinder.

## Veröffentlichungen
- Heinrich Kellinghusen. Hamburgs letzter Bürgermeister nach alter Ordnung. Hamburg 1896.
- Aus Hamburgs Blütezeit. Hamburg 1921.